# Porfirione

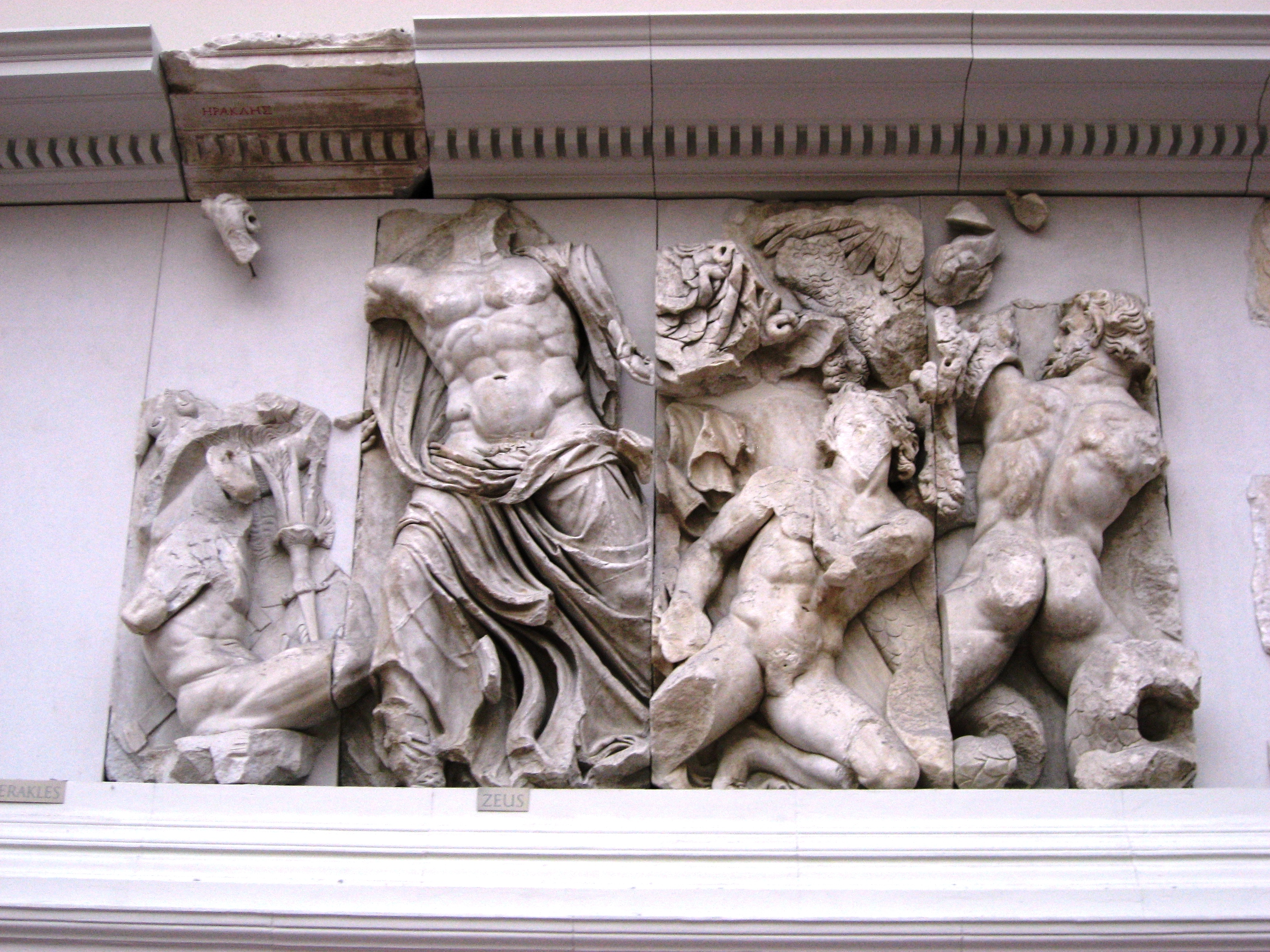
Zeus abbatte Porfirione, rilievo, II secolo a.C., dal grande fregio dell'Altare di Pergamo, fatto costruire da Eumene II, re di Pergamo dal 197 al 159 ac, Berlino, Staatliche Museen.

Nella mitologia greca, Porfirione o Porfirio era uno dei Giganti, nato dalle gocce di sangue di Urano cadute su Gea.
Insieme ai suoi fratelli, venne istigato dalla madre, Gea, ad attaccare Zeus e quindi tutti gli Olimpi, nel corso della Gigantomachia.
La versione più comune racconta che Porfirione, uno dei Giganti più potenti della Gigantomachia (secondo alcuni re dei Giganti), combatté con ferocia al fianco del fratello Alcioneo. Morto questo, attaccò violentemente Era, riuscendo a strangolarla, ma una freccia scagliata da Eros, lo ferì al diaframma.
Indignato, si accanì sulla dea, tentando di violentarla, ma, mentre le strappava di dosso i vestiti, Zeus irato intervenne scagliando un'enorme folgore sul nemico. Colpito a morte, Porfirione indietreggiò, quando all'improvviso Eracle, alleato di Zeus, balzò su di lui finendolo con una freccia e a colpi di clava.

## Nella letteratura moderna
- Porfirio è un personaggio avente il ruolo di antagonista nel primo libro della saga Eroi dell'Olimpo di Rick Riordan. Resta nello sfondo dei successivi 3 libri della saga Eroi dell'Olimpo per poi prendere parte nella battaglia finale nel quinto libro Eroi dell'Olimpo: il sangue dell'Olimpo.